# برق‌دزدی

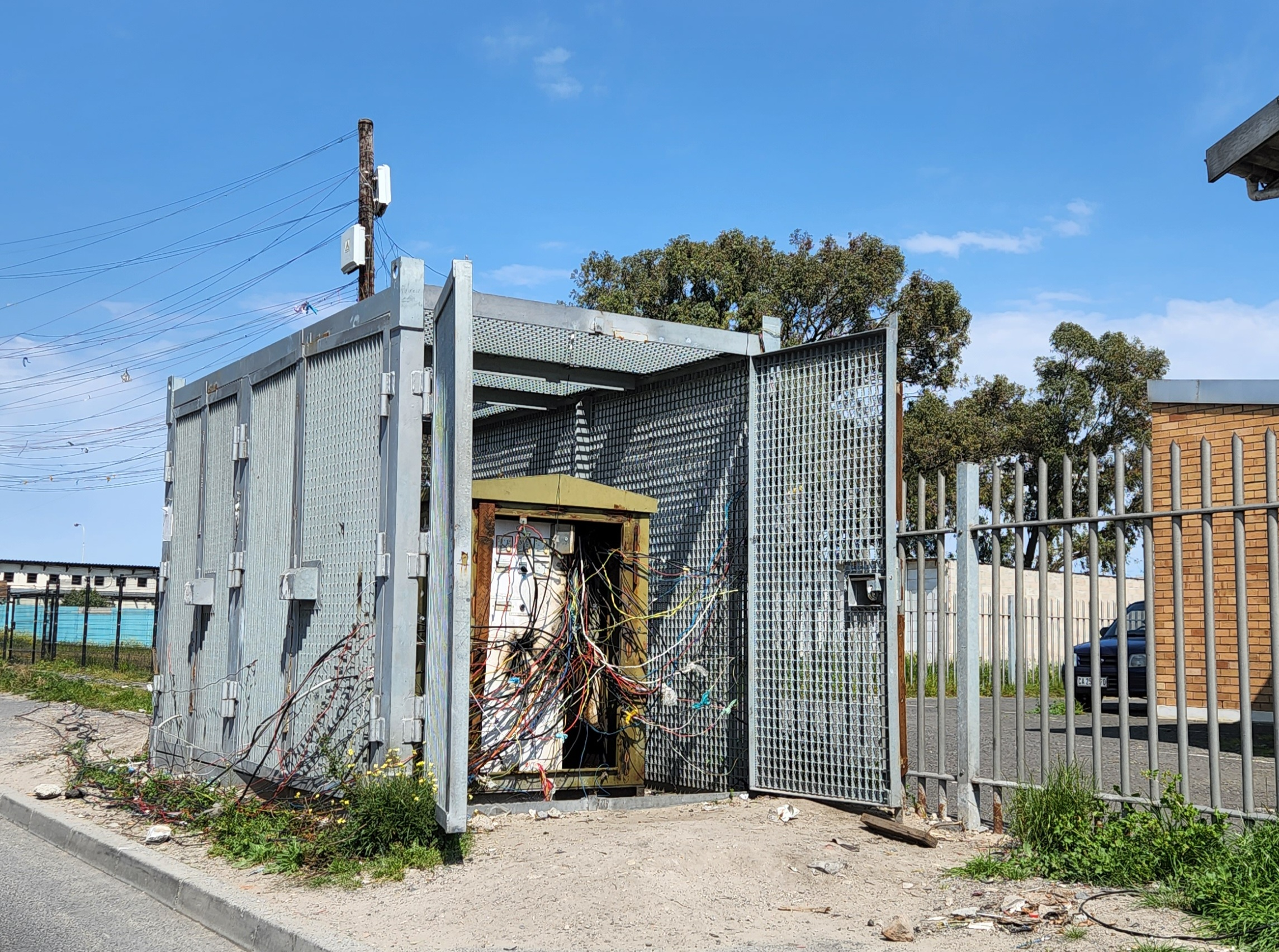
سرقت برق در فیلیپی ایست، کیپ‌تاون. جعبه برق رها شده اسکوم توسط سارقان شکسته و کابل‌های غیرقانونی برای تأمین برق خانه‌های یک سکونتگاه غیررسمی وصل شده

برق‌دزدی اصطلاحی برای عمل مجرمانهٔ سرقتِ توان الکتریکی است. در دادگاه‌ های گوناگون، مجازات این عمل ممکن است جریمه یا زندانی‌شدن باشد.
مطابق مطالعه‌ٔ Northeast Group, LLC با عنوان «بازارهای نوظهور شبکه‌های هوشمند: چشم‌انداز سال ۲۰۱۵»، جهان سالیانه ۸۹٫۳ میلیارد دلار به دلیل برق‌دزدی خسارت می‌بیند. بالاترین ‌زیان‌ها در هند(۱۶٫۲ میلیارد دلار)، پس از آن برزیل(۱۰٫۵ میلیارد دلار) و سپس روسیه(۵٫۱ میلیارد دلار) رخ می‌دهند.
گاردنر، رئیس کل Northeast Group, LLC، اظهار داشت که «هند بیش از هر کشور دیگری زیان می‌برد. ایالت ماهاراشترا -که شامل بمبئی هم می‌شود- به تنهایی با زیانی معادل ۲٫۸ میلیارد دلار، حتی اگر میان کشورها رتبه‌بندی شود در رتبهٔ ۹ قرار می‌گیرد.